# Ricardo Piglia
Ricardo Emilio Piglia Renzi (Adrogué; 24 de noviembre de 1941-Buenos Aires; 6 de enero de 2017) fue un escritor, crítico literario y guionista argentino.

## Biografía

### Primeros años
Ricardo Emilio Piglia Renzi nació el 24 de noviembre de 1941, en la ciudad de Adrogué, partido de Almirante Brown. Tras el derrocamiento de Juan Domingo Perón el 23 de septiembre de 1955, Piglia se marchó con su familia de Adrogué y se instaló en la ciudad de Mar del Plata. Fue allí donde comenzó a escribir, y en donde comenzó su Diario.  En los años sesenta, Piglia estudió Historia en la Universidad Nacional de La Plata; ciudad donde vivió hasta 1965. Después de ello trabajó durante una década en editoriales de Buenos Aires, en donde dirigió la Serie Negra, famosa colección de policiales que difundió a los escritores Dashiell Hammett, Raymond Chandler, David Goodis y Horace McCoy. Respecto a esa etapa de su vida, Piglia comentó:

«Empecé a leer policiales casi como un desvío natural de mi interés por la literatura norteamericana. Uno lee a Fitzgerald, luego a Faulkner y rápidamente se encuentra con Hammett y con David Goodis. Más tarde, entre 1968 y 1976, leí policiales por necesidad profesional, ya que dirigía una colección».

Durante la dictadura de Juan Carlos Onganía abandonó la Argentina y marchó al exilio.

### Trayectoria
Gracias a haber recibido una mención especial en el VII concurso Casa de las Américas, Piglia publicó su primer libro, el libro de cuentos Jaulario. Sin embargo, su reconocimiento internacional le llegó gracias a la publicación de su primera novela, Respiración artificial, de 1980.
Piglia, además de escritor, fue crítico literario, ensayista y profesor académico, que estudió a Bertol Brecht, Walter Benjamin, Georg Lukács, Erich Auerbach, Péter Szondi, Jean-Pierre Vernant, Yuri Tiniánov, Víktor Shklovski y Mijaíl Bajtín. Escribió sobre su propia escritura (que está ligada a la crítica) y elaboró ensayos sobre Roberto Arlt, Jorge Luis Borges, Domingo Faustino Sarmiento, Macedonio Fernández y otros literatos argentinos.
Junto al músico Gerardo Gandini compuso la ópera La ciudad ausente, basada en su novela homónima, estrenada en el Teatro Colón en 1995. Además, junto al dibujante Luis Scafati y el escritor Pablo De Santis, realizó una versión gráfica de esa misma novela, editada en la Argentina por Océano-Temas y en España por Libros del Zorro Rojo. Su obra ha sido traducida a numerosos idiomas, particularmente al inglés, francés, italiano, alemán y portugués.
Piglia vivió en los Estados Unidos, donde fue profesor en diversas universidades, entre las que figuran las de Harvard, UC Davis y Princeton, en las que dio clases durante una quincena de años. De la tercera universidad se jubiló a fines de 2010. Aunque estaba instalado en ese país, donde tenía una casa propia (Markham Road 28) con su mujer, la artista Martha Eguía, decidió regresar a la Argentina. En diciembre de 2011 regresó a Buenos Aires y comenzó a escribir, con elementos autobiográficos, la novela El camino de Ida, que publicó en 2013. Después de su regreso, Piglia grabó también un programa de televisión de cuatro capítulos en los que enseñó sobre Jorge Luis Borges y dirigió una colección de reediciones de la literatura argentina.

### Últimos años, fallecimiento y legado
En 2014, Piglia fue diagnosticado con una esclerosis lateral amiotrófica (ELA), que afectó considerablemente su salud. A pesar de ello, continuó trabajando, con la ayuda de su asistente, Luisa Fernández, en la selección de sus diarios y la edición de sus escritos inéditos. Piglia sin embargo falleció el 6 de enero de 2017, a los 75 años de edad.
Además de la publicación póstuma del tercer tomo de sus diarios, una editorial independiente reunió en volumen, bajo el título Escritores norteamericanos, una serie de ensayos que Piglia escribió a fines de los años 1960, para una colección de autores norteamericanos a cargo de Pirí Lugones y Jorge Álvarez.

## Influencias
Piglia ha señalado que dos poéticas antagónicas y sus reversos le han interesado. Una de ellas es la que está basada en la oralidad, aparentemente «popular», que ha llegado a una especie de crispación expresiva y que se ve en escritores como Guimarães Rosa y Juan Rulfo. Y la de la «vanguardia» que trabaja con la idea de que el estilo es plural: tanto James Joyce como Manuel Puig, por ejemplo, trabajaron con registros múltiples.

## Obra

### Novelas
- 1980: Respiración artificial
- 1992: La ciudad ausente
- 1997: Plata quemada
- 2010: Blanco nocturno
- 2013: El camino de Ida

### Cuentos
- 1967: Jaulario
- 1967: La invasión[n. 1]
- 1975: Nombre falso[n. 2]
- 1988: Prisión perpetua[n. 3]
- 1995: Cuentos morales[n. 4]
- 2003: El pianista
- 2018: Los casos del comisario Croce
- 2021: Cuentos completos

### Ensayos
- 1986: Crítica y ficción[n. 5]
- 1993: La Argentina en pedazos
- 1999: Formas breves
- 2000: Diccionario de la novela de Macedonio Fernández
- 2001: Tres propuestas para el próximo milenio (y cinco dificultades)
- 2005: El último lector
- 2007: Teoría del complot
- 2014: Antología personal
- 2015: La forma inicial: Conversaciones en Princeton
- 2015: Por un relato futuro. Conversaciones con Juan José Saer
- 2016: Las tres vanguardias: Saer, Puig, Walsh
- 2016: Escritores norteamericanos
- 2019: Teoría de la prosa
- 2022: Escenas de la novela argentina
- 2024: Borges por Piglia[8]

### Diarios
- 2015: Los diarios de Emilio Renzi. Años de formación
- 2016: Los diarios de Emilio Renzi. Los años felices
- 2017: Los diarios de Emilio Renzi. Un día en la vida

### Guiones
- 1997: Comodines (filme de Jorge Nisco)[9]
- 1998: La sonámbula, recuerdos del futuro (filme de Fernando Spiner)
- 1998: Corazón iluminado (filme de Héctor Babenco)[9]
- 2000: Plata quemada (filme dirigido por Marcelo Piñeyro y Marcelo Figueras basado en la novela homónima de Piglia)[9]
- 2000: El astillero (filme de David Lipszyc basado en la novela homónima de Juan Carlos Onetti)[9]
- 2015: Los siete locos y los lanzallamas (miniserie televisiva basada en las novelas homónimas de Roberto Arlt)

## Premios y menciones
- 1967: Mención Especial Premio Casa de las Américas 1967 por Jaulario
- 1997: Premio Planeta Argentina por Plata quemada[n. 6]
- 2005: Premio Iberoamericano de Letras José Donoso
- 2010: Premio de la Crítica de narrativa castellana por Blanco nocturno
- 2011: Premio Rómulo Gallegos por Blanco nocturno[10]
- 2011: Premio Hammett por Blanco nocturno[11]
- 2012: Premio de Narrativa José María Arguedas por Blanco nocturno[12]
- 2012: Gran Premio de Honor de la Sociedad Argentina de Escritores
- 2013: Premio Iberoamericano de Narrativa Manuel Rojas 2013[13]
- 2014: Premio Konex - Diploma al Mérito 1994 y 2004: Novela; Konex de Platino 2014: Ensayo Literario.
- 2014: Premio Konex de Brillante en Letras
- 2015: Premio Formentor de las Letras